# الحرب القطرية البحرينية
الحرب القطرية البحرينية هي نزاع مسلح وقع بين البحرين و قطر، وقد كان الصراع انتهاكًا صارخًا لهدنة 1835، والذي أدى إلى التدخل البريطاني، فاتفقت الدولتان على هدنة بوساطة المملكة المتحدة، مما أدى إلى اعتراف المملكة المتحدة بآل ثاني كحكام ل قطر. وقد أدى هذا الصراع إلى تدمير أجزاءٍ واسعة في كلتا الدولتين.

## الخلفية
تتميز منطقة الخليج العربي بموقع استراتيجي، كونها نقطة تجارية وملاحية مهمة بين الشرق والغرب، على الطريق التي تصل الهند بأوروبا، فضلا عن غناها بمصائد اللؤلؤ الثمين، لذلك كانت ومازالت محط أطماع وصراع القوى الإقليمية والدولية، منذ أن سيطر عليها العتوب من آل خليفة عام 1783. ولما كانت بريطانيا تسعى للانفراد بالمنطقة، ولاسيما البحرين، اتبعت سلسلة من الإجراءات لتحقيق هذه الغاية؛ أولها: استخدام القوة العسكرية؛ حيث أرسلت حملة عسكرية عام 1819 حطمت قوة القواسم منافسيها في الميدان التجاري، متذرعة بمحاربة القرصنة ومكافحة الرق. وثانيها: ربط إمارات الخليج العربي بسلسلة من الاتفاقيات؛ على رأسها المعاهدة العامة للسلام 1820، واتفاقية مكافحة الرق عام 1847، والهدنة الدائمة للسلام والصداقة عام 1861.
تعتبر هذه مرحلة مهمة من مراحل تاريخ منطقة الخليج العربي في القرن التاسع عشر، خاصة بين بلدين كانا يشكلان كيانًا سياسيًّا واحدًا؛ هما: البحرين وقطر، وطالما اختلفا واتفقا، كجزء من طبيعة المنطقة القبلية غير المستقرة، التي زاد من عدم استقرارها تدخل بريطانيا بهدف الحفاظ على مصالحها من جهة، وتفتيت المنطقة إلى كيانات متصارعة ضعيفة تجعل منها الحكم والقوة وصاحبة اليد الطولى للتدخل في شؤونها من جهة أخرى.

## أسباب الحرب
كان هناك العديد من الأسباب وراء الحرب القطرية البحرينية خلال عامي 1867-1868؛ منها التنافس البحريني السعودي والعثماني والفارسي على المنطقة، فقد أعقب زيارة العقيد لويس بيلي المقيم السياسي البريطاني في الخليج العربي في مدينة بوشهر للبحرين في يناير 1865 تدهور في العلاقات البحرينية السعودية، بسبب وجود شكوك حول تفاهم بين شيخ البحرين محمد بن خليفة بن سلمان آل خليفة والسعوديين، فعملت على تحجيم شيخ البحرين في حال أنه رمى بنفسه في جانب الإمام السعودي عبد الله بن فيصل بن تركي آل سعود، وعلى الرغم من أن الشيخ قد قدم ولاءه للبريطانيين، وأعرب عن رغبته في أن يكون بعيدا عن آل سعود، لم يثق المقيم البريطاني في كلامه، لذلك كلفته حكومة الهند البريطانية بتقديم تقرير عن الموقف السياسي للبحرين.
كانت نتيجة التحقيقات التي أجراها بيلي أن شيخ البحرين يعتبر نفسه مستقلا عن السعوديين فيما يتعلق بجزر البحرين، إلا أنه يدفع للإمام السعودي مبلغ 4000 دولار(كان يستخدم دولار ماريا تيريزا نسبة إلى الملكة ماريا تيريزا التي حكمت أرشدوقية النمسا، وهو من الفضة، ويعادل شلنًا إنجليزيًّا، أو ما يقارب 1.4 روبية) سنويا كي يمنع القبائل العربية الواقعة تحت نفوذه من التعدي على قطر، مذكرا الحكومة الهندية بقرارها الصادر عام 1847 بضرورة تصدي البحرية البريطانية لأية محاولة اعتداء على البحرين، وأمرها الصادر عام 1853 بوجوب وضع كل العوائق أمام طموحات الإمام السعودي في البحرين، باعتباره وكيلا للدولة العثمانية، فضلا عن قبول وزير الخارجية البريطاني جون رسل عام 1861 للرأي القائل بأنه ينبغي الاعتراف باستقلال البحرين، والإبقاء على التعاقدات بين شيخ البحرين والحكومة البريطانية.
وعلى هذا الأساس عملت الحكومة البريطانية على إبعاد العثمانيين عن البحرين، وتحجيم قوة الإمام السعودي كونه تابعا لهم؛ فأعلنت حكومة الهند في مارس 1867 أن الشيخ مستقل عن جميع القوى الأخرى فيما يتعلق بممتلكاته بما فيها الجزر، ولا يدين بالولاء للسعوديين إلا في حالة قطر التي يوجد فيها للإمام السعودي ممثل خاص. وإضافة إلى ما سبق سوء إدارة الوالي محمد بن أحمد آل خليفة ابن عم شيخ البحرين وعامل آل خليفة في قطر، وعدم قبوله من قبل السكان، خاصةً أن تعيينه جاء مكان محمد بن ثاني المحبوب لدى القطريين، إضافة إلى إثقاله كاهل السكان بالضرائب. مما يشير إلى أن هناك رغبة من آل ثاني للتخلص من والي آل خليفة، والهيمنة على الزعامة في قطر، بعد زيادة نفوذهم السياسي والاقتصادي والاجتماعي، خاصة بعد مقتل زعيم القبيلة التي ينتمون إليها عيسى بن طريف.
ونظرة متفحصة للأحداث يمكن أن توصلنا إلى حقيقة تزوع القبائل القطرية إلى الاستقلال، بعد التطورات المحلية والإقليمية الكبيرة التي حدثت منذ عام 1840، التي أشعرت هذه القبائل بحقها في الاستقلال؛ منها: الحرب الأهلية بين آل خليفة على السلطة؛ إذ ساندت القبائل القطرية بقيادة عيسى بن طريف زعيم آل بن علي محمد بن خليفة بن سلمان آل خليفة للوصول إلى السلطة عام 1843، ثم دعمت نفس القبائل غريمه وأبناءه عام 1847، وظلت هذه القبائل تتأرجح في دعمها للمتنافسين على السلطة تبعا لمصالحها، فضلا عن زيادة نفوذ آل ثاني، إثر مقتل عيسى بن طريف عام 1847، خاصة بعد تحالفهم مع آل سعود عام 1850، إضافة إلى الرغبة البريطانية في فصل قطر عن البحرين، لتبعد البحرين عن الاحتكاك مع آل سعود، وخلق إمارة جديدة تكون شوكة في خاصرة آل سعود.
ويعود السبب المباشر للحرب إلى أن قافلة تجارية من قبيلة النعيم دخلت الوكرة عام 1866 فتعدى عليها موظفو الوالي، ولما قدم رئيسهم علي بن ثامر شكوى إلى أحمد بن محمد آل خليفة، ممثل شيخ البحرين في قطر، أمر بوضعه في السجن بدلًا من إنصافه، لإساءته الكلام معه، فطالب شيوخ الوكرة والبدع والبدور ودونغا والدوحة بالإفراج عن السجين، ولكن دون نتيجة، فاستنجدوا بجاسم بن محمد بن ثاني الذي جمع جيشا وتوجه إلى الوكرة وحاصرها، مما أدى إلى هروب أحمد بن محمد آل خليفة. وحاول جاسم بن محمد بن ثاني استغلال هذه الحادثة لصالحه؛ فخير حاكم البحرين بين عزل عامله وإطلاق سراح السجين ومنح قطر استقلالًا إداريًّا، أو الاتجاه إلى آل سعود، فغضب محمد بن خليفة بن سلمان آل خليفة، وجهز جيشا بقيادة إبراهيم بن علي آل خليفة عام 1866، غير أن أعمال النهب التي قامت بها هذه الحملة زادت الشرخ بين الطرفين بدلًا من أن ترأبه.
لجأ شيخ البحرين إلى الحيلة للإيقاع بالثائرين؛ فأصدر قرارا بالإفراج عن شيخ النعيم، وأرسل رسالة ودية إلى كبار شيوخ قطر، تضمنت دعوة رسمية لهم لزيارته. واستجابة لهذه الدعوة أرسل القطريون راشد بن صبحور وزعماء آل النعيم إلى البحرين لشرح الأمور والاعتذار؛ حيث بالغ في إكرامهم استدراجا لجاسم بن محمد بن ثاني لزيارة البحرين، وتأكيدا لحسن النية وعد شيخ البحرين بالحفاظ على السلام مع أهل قطر، ودعا جاسم بن محمد بن ثاني لزيارة البحرين لوضع بعض الترتيبات المتعلقة بتسيير شؤون قطر، فلبى جاسم بن محمد بن ثاني الدعوة، إلا أن شيخ البحرين نكث بالوعد وسجنه.
وكان مبرر شيخ البحرين لهذه الحرب أن سكان قطر من رعاياه، وله الحق بإخضاعهم لتمردهم على سلطته. أما بريطانيا فرأت أنه لا يجوز لشيخ البحرين أن يقوم بأية عمليات قتالية بدون تصريح من المقيم البريطاني، لأنهم يرون ادعاءه أن قطر خاضعة له كان بلا سند، وأن حملته لم تدمر الحياة والأملاك والأمن في الخليج العربي فحسب، بل إنه كان مصدرًا للاضطرابات منذ سنوات طويلة.
وعلل المقيم البريطاني جرأة شيوخ إمارات الساحل المتصالح على انتهاك السلام البحري بسحب السفن الثقيلة للبحرية الهندية، التي كانت تستخدم باستمرار لمراقبة هذه المياه؛ إذ لم يبقَ سوى قارب حربي واحد (هيوج روز)، الذي كان عاجزا عن توفير الأمن.
ويتضح مما سبق أن هناك أسبابًا عديدة مباشرة وغير مباشرة أدت إلى اندلاع الحرب القطرية البحرينية؛ أهمها: التنافس الإقليمي والدولي على المنطقة، وسعي القطريين إلى الاستقلال، وميولهم إلى السعوديين وخاصة آل ثاني، فضلا عن خشية بريطانيا من المطامح السعودية بالاستيلاء على البحرين، ومن تصاعد النزاع الذي قد يجر إلى تزايد التنافس الإقليمي والدولي على البحرين، مما دفعها إلى اتباع سياسة الحزم تجاه الهجوم البحريني على قطر.

## مجريات الحرب
دفعت التطورات السابقة الذكر إلى قيام شيخ البحرين محمد بن خليفة بن سلمان آل خليفة بإرسال قوة قوامها 500 رجل، تقلهم 24 سفينة، تحت قيادة أخيه علي بن خليفة آل خليفة إلى رأس لفان، وقوة تدخل بري قوامها 200 رجل، تحت قيادة أحمد بن محمد بن سليمان.
وفي الوقت نفسه طلب شيخ البحرين المساعدة من شيخ إمارة دبي حشر بن مكتوم آل مكتوم وشيخ إمارة أبوظبي زايد بن خليفة آل نهيان، لشعوره بالعجز عن إعادة السيطرة على قطر دون مساعدتهما، إلا أن شيخ دبي رفض الاستجابة للنداء، نزولا عند نصيحة الوكيل البريطاني بعدم خرق الهدنة البحرية، بينما استجاب شيخ أبوظبي زايد بن خليفة آل نهيان للنداء، وأرسل قوة قوامها حوالي 2000 رجل مسلح في 70 قاربا مع قطع ميدانية وذخائر حربية، دون الرجوع للمقيم البريطاني في بوشهر، وفي كمين له استولى الأسطول البحريني في طريقه إلى رأس لفان على 40 من قوارب قطر، كما استولى على سفينة تابعة لمواطنين بريطانيين، وأخذت سفينة من سفن الأسطول تقوم بعمليات النهب برا وبحرا.
شعر القطريون بالقلق الشديد عندما رأوا أسطول أبوظبي، فشرعوا في جمع أغراضهم في السفن استعداد للفرار، وأرسل محمد بن ثاني إلى علي بن خليفة آل خليفة مسترحما، فوعده بعدم التعدي شريطة أن يرفعوا الرايات البيضاء ويلقوا السلاح مقابل عدم التعدي عليهم، فركنوا إلى الهدوء وعدم الشك بنواياه، ليتبين لهم أنها كانت مجرد خدعة لحين وصول أسطول البحرين إلى الوكرة.
وبالرغم من أن شيوخ قطر استقبلوا أبناء شيخ البحرين وأحمد وقواتهما البرية بطريقة ودية في بيوتهم قامت الأساطيل المتحالفة بعد يومين من ظهورها في الوكرة بمحاصرة سكان الساحل، ثم نزعت قوات أحمد سلاحهم واستولت على السفن في الموانئ، ونهبت بلدات الوكرة والبدور والدوحة ودونغا والبدع ودوهو، وحث شيخ أبوظبي السكان على إرسال أغراضهم على متن القوارب في ظل وعد منه بعدم التعدي، فشرعوا في تحميل ممتلكاتهم على متن القوارب إلا أنه هاجمها ونهبها.
أخذت قوات البحرين كل ما أرادت، كما استولت قوات أبوظبي على أسقف البيوت الخشبية بعد أن عملت على تفكيكها، وحملت العوارض الخشبية والأبواب مع أعمدة النخيل، فضلا عن القوارب والأواني المنزلية التي تركها أصحابها، وانتهى الأمر بأغلبية سكان ساحل قطر إلى الشتات واللجوء إلى الموانئ العربية والفارسية، وبلغ تقدير إجمالي قيمة الممتلكات التي نهبت حوالي واحد لك من القرانات؛ (القران هي عملة فضية فارسية، وكل 360 قران يعادل 100 روبية تقريبا، وهي تعادل في قيمتها ريال الحجاز).
ووصل إلى مسامع القوات البحرينية معلومات تشير إلى أن أهل قطر قد نقلوا الأملاك وأسراب الطيور وقطعان الماشية إلى الداخل ووضعوها عند آل نعيم، فأرسلت قوة تتكون من العجمان والمناصير وهاجر بقيادة والي البحرين على قطر، إلا أن هذه القوة هُزمت وقتل الوالي محمد بن أحمد آل خليفة في موقعة الحمرور.
وكان أهل قطر أثناء الهجوم يتكونون من خمس قبائل، وهي: السودان وعلي بوكوارة ومسلم ونعيم الوكرة وعلي بو أمين الوكرة، موزعين بصورة متناثرة، إلا أنهم فروا إلى مناطق مختلفة؛ فقد فرت قبيلة السودان إلى البحرين، وقبيلة علي بوكوارة إلى البحرين ولنجة، وقبيلة آل مسلم إلى أبوظبي والبحرين، فيما لجأ العدد الأكبر من قبيلة النعيم إلى عجمان ونجد والبحرين.
عاد زايد بن خليفة آل نهيان بقواته إلى أبوظبي بعد انتهاء العمليات العسكرية، بتاريخ 27 أكتوبر 1867، بعد أن وعده شيخ البحرين بالمساعدة إذا ما فرضت عليه بريطانيا غرامة جراء هذا الهجوم مقابل مساعدته له، ونظرا لوجود بعض الإدعاءات السعودية بالسيادة على قطر قام القطريون الذين تعرضوا للنهب برفع شكوى للإمام السعودي ضد شيخ البحرين.
ولما فقدت قبائل قطر الأمل في التعويض أو النجدة السعودية عمدت إلى الانتقام بنفسها من البحرين في يونيو 1868، بقيادة ناصر بن جبر زعيم النعيم للثأر لما لحق بها من خسائر، وإطلاق سراح جاسم بن محمد بن ثاني، فاندلعت بينهما معركة بحرية في موقع دامسة؛ حيث تم فيها تدمير حوالي 60 مركبًا بحريًّا، وخسائر بشرية زادت عن 1000 قتيل وجريح من الطرفين. وبالرغم من تعرض القطريين للهزيمة ومطاردة البحرينيين لهم حتى بر قطر، ثم تراجعهم خشية أن يقطع عليهم القطريون خط الرجعة، تمكنوا من أسر إبراهيم بن عيسى آل خليفة، الذي تمت مبادلته بجاسم بن محمد بن ثاني بعد انتهاء الحرب.
ويتضح مما سبق أن الحرب القطرية البحرينية اتخذت طابعا عنيفا لهذه الحرب، فضلا عن ضخامة الخسائر المادية والبشرية. كما بدت كجزء من تاريخ المنطقة القبلي غير المستقر؛ حيث كانت تنشب الحروب هناك بسبب التناحرات والتناقضات القبلية، ذات الأهداف والولاءات المتعددة والمتقاطعة، مع الصراعات الداخلية والإقليمية، التي غالبا ما تستغلها مختلف القوى لتحقيق أهدافها ومطامعها المبيتة، وعلى رأسها بريطانيا.

## نتائج الحرب
نجم عن تلك الحرب خسائر كبيرة في الأموال والأرواح، وواجهت بريطانيا صعوبة كبيرة في تقدير قيمة الخسائر؛ لأن التقارير التي قدمها المقيم السياسي البريطاني في الخليج العربي على ساحل قطر بأكبر قدر من الصعوبة والسرية لم تقدم الصورة كاملة لما حدث في هجوم مفاجئ، خاصة أن القبائل المهاجمة كانت متناثرة جدا. أما الخسائر البشرية فقد سقط في وقعة الجبل وحدها حوالي 600 رجل، فيما قدر آخرون ضحايا معركة دامسة بألف قتيل، وقتل الوالي محمد بن أحمد آل خليفة في موقعة الحمرور، دون أن تشير المصادر إلى حجم الخسائر البشرية.
وقدرت الخسائر المادية الناجمة عن عمليات النهب التي قام بها شيخ البحرين بما يزيد عن اثنين لك من الدولارات، لذلك رأى البريطانيون وجوب أن يفرض عليه غرامة مالية كبيرة قدرها واحد لك دولار، لقدرته على دفعها بسهولة، وفي حال تعذر ذلك ينبغي أن يتلقى عقوبة قاسية. وأشار تقرير بريطاني آخر إلى أنه تم تدمير بلدتي: الدوحة والوكرة ومواقع ساحلية أخرى؛ حيث تم تفكيك المنازل وترحيل السكان، وقدرت الأضرار التي لحقت بسكان قطر بأكثر من 200 ألف روبية. وبالنسبة للطبقة الثرية التي فقدت معظم ممتلكاتها المادية كانت تتطلع للعودة واستعادة مستحقاتها المالية الكبيرة في البلاد واستئناف مراكزها. أما الطبقة الفقيرة فلم يكن لها أمل بالعودة، نظرا لتدمير معظم ممتلكاتها.
كما تعرض رعايا بريطانيون للنهب خلال الهجوم؛ فقد قدم أحد الرعايا البريطانيين المقيمين في البحرين شكوى بأن قاربه تعرض للنهب في قطر، كما تعرض مواطن بريطاني آخر لمصادرة النحاس الذي استورده، وقدم الحاج راماتولا بن حمد شكوى بأن الممتلكات المسؤول عنها وكلاؤه في ساحل قطر قد نهبها قائد قوات البحرين، ورفع إلى المساعد الأول للمقيم البريطاني النقيب كوتن واي قائمة بالبضائع التي كانت في يده وأيدي الوكلاء الآخرين في قطر لرعايا هنود نهبها بحرينيون، قدرت قيمتها بحوالي 4131 قران؛ حيث نهب بن خاف وابنه ميدي 31 كيس قهوة و100 بالة قماش و1300 قران نقدا، والحاج محمد 1460 قران نقدا، والحاج علي 85 قران نقدا، والسيد هاشم 150 قران نقدا، والسيد موسل 36 قران نقدا؛ أعيد جميعها إلى الحاج راموتلا.
إلى جانب ذلك قدم أحد الرعايا البريطانيين من لنجة شكوى بأن ممتلكاتِه ونقودَه التي تصل إلى 7381 قران قد نهبت، كما سمع الوكيل السياسي البريطاني أن زايد بن خليفة آل نهيان تلقى 20 ألف قران و12 رأسًا من الخيل من شيخ البحرين، وكاد محمد بن ثاني الذي تم القبض عليه أن يُقتل، لو لم يتدخل شيخ أبوظبي، وكان مطلوبا منه أن يدفع واحد لك و11 ألف قران، وأن اثنين من التجار الآخرين دفعوا 70 ألف قران، وتم تدمير بلدة محمد بن ثاني، وسجن جاسم بن محمد بن ثاني في البحرين. وحسب تقارير الكابتن كوتن واي؛ بلغت قيمة الخسائر 1114926 قران، تشمل ممتلكاتٍ تضم: السفن واللؤلؤ والذهب والمجوهرات والعوارض الخشبية وأبواب المنازل.
لم يستطع عدد كبير ممن تعرضت ممتلكاتهم للنهب تقديم أية شكوى خشية أن ينتقم شيوخ البحرين منهم؛ فقد ذكر النقيب كوتن واي: «إن تاجرا كبيرا يقيم في لنجة خشي من تقديم معلومات عن منهوباته».
كما تعرضت قبائل قطر لخسائر فادحة على الصعيد المادي، تمثلت فيما يلي: المسلم والنعيم 603765 قران، وقبيلة السودان 3780 قران، وقبيلة علي الكواري 500000 قران، في حين لم تتم الإشارة إلى وجود أية غرامات على عشائر أخرى، وبلغ مجموع المنهوبات 1107545 قران، كما فرت قبيلة أمين بعد أن نهبت دون بيان حجم منهوباتها، فيما فقدت القبائل القطرية 60 سفينة كانت موزعة على النحو التالي: 17 لقبائل النعيم، و11 للمسلم، و32 لباقي القبائل القطرية.
وقدرت قيمة المنهوبات والهدايا التي تلقاها شيخ البحرين من خلال شيخ أبوظبي، التي نهبت من قطر، بحوالي 50200 قران، مقسمة على التحو التالي: 35000 قران نقدا، و50 كيس قهوة بقيمة 5000 قران، و300 كيس أرز بقيمة 5600 قران، و3 رؤوس خيل بقيمة 1000 قران، و3 عبيد بقيمة 1000 قران، وأعمدة النخيل والأخشاب بقيمة 2600 قران.
كما اشتملت قائمة المنهوبات التي قدمها شيخ البحرين على حمولة سفينة تضمنت: 300 كيس أرز، و100 كيس أرز أخرى بقيمة 2500 قران، وقطع سايا (أسلحة) عدد 10 بقيمة 500 قران، ومهرة واحدة بقيمة 5000 قران، ومقياس (القياس وهي وحدة وزن رئيسة وتساوي بحدود 21 رطلًا إنجليزيًّا، أو تساوي 4 أصواع؛ حيث إن الصاع الواحد يساوي 2 ثمين، وهي تساوي 32 ربعة؛ حيث إن الثمين الواحد يساوي 4 ربعات، وكانت تستعمل في وزن معظم البضائع، وتساوي في العصر الحالي 11 كيلوغرام، ولكنها نادرة الاستعمال حاليا) بقيمة 10000 قران.
وتبع راشد بن عزيز، الذي أرسله شيخ إمارة الشارقة خالد بن سلطان القاسمي إلى شيخ أبوظبي مع 20 رجلا، لاستئناف العلاقات الودية شيخ أبوظبي، عندما وجده قد غادر إلى قطر، وانضم إلى الهجوم وعاد إلى الشارقة مع كمية من الغنائم، بما في ذلك الحصان الذي قدمه له شيخ أبوظبي، كما حاول أن يستولي على سفينة تعود إلى محمد بن ثاني.
وبالرغم مما سبق كانت خسائر الممتلكات في قطر وأماكن أخرى كبيرة جدا ومختلطة، لدرجة يصعب معها التوصل إلى تقدير دقيق، لذلك اقتصرت في معظمها على التقدير سالف الذكر، في حين لم يكن من الممكن التحقق من الباقي.
وكان من النتائج الأخرى لهذه الحرب سطوع نجم آل ثاني في قطر، وهم فرع من المعاضيد من آل بن علي قبيلة عيسى بن طريف، وبداية لاستقلال قطر عن البحرين. كما كشفت الحرب عن مدى الظلم والمعاناة التي كان يعانيها التجار العرب من الأعمال القتالية التي يقوم بها شيخ البحرين، ومدى الضرر الذي لحق بالتجارة والملاحة البحرية في الخليج العربي؛ فقد زعم بيلي أن التجار الهنود والعرب كانوا مؤيدين للإجراءات البريطانية، لدرجة أن الطبقة العامة من العرب قد تظاهرت بفرحها.
كما وجدت بريطانيا الفرصة مناسبة للتخلص من حاكم البحرين، وفرض حاكم جديد تستطيع التحكم به، واستقلال قطر بهدف فصل البحرين عن شبه الجزيرة العربية، لإبعاد البحرين عن الاحتكاك بآل سعود من جهة، واستخدامها كأداة للضغط على آل سعود من جهة أخرى، لوجود حدود مشتركة بينهما.
وتأكيدا لهذا الفصل أصبح دفع الجزية التي تدفعها قطر للبحرين يتم عن طريق المقيم السياسي البريطاني؛ ففي أبريل 1869 عقدت اتفاقية بين ممثلين عن كل من حاكم البحرين علي بن خليفة آل خليفة، ومحمد بن ثاني حاكم قطر، نصت على أن تدفع قطر في كل عام 9 آلاف قران، يسلم 4 منها إلى راشد بن جبر رئيس قبيلة النعيم، و5 آلاف قران لحساب الزكاة المستحقة لابن سعود، تدفع لشيخ البحرين عن طريق المقيم السياسي البريطاني، صونا لحدود قطر ضد أي عدوان يقوم به الطرفان، وهذا يعني بالطبع في نظر البريطانيين عدم تبعية قطر لأي من الطرفين: البحرينيين أو السعوديين، وهكذا أصبحت قطر مستقلة اسما، تحت زعامة آل ثاني، وربطت فعليا بنظام المعاهدات؛ حيث أصبحت بموجب هذه المعاهدة تحت الحماية البريطانية. كما وقعت البحرين في حرب أهلية جديدة عام 1869، نتيجة لقيام بريطانيا بخلع محمد بن خليفة بن سلمان آل خليفة، وتنصيب أخيه علي بن خليفة آل خليفة، وفي هذا السياق أشار الشاعر إبراهيم ابن أخ علي بن خليفة آل خليفة، في قصيدة يرثي بها والده؛ فقال:
فنازعك الشقيق وكان قدما 		حسابك والأمور لها انتزاع

وأغرى الدهر بينكما وهاجت على الإساد بينكما رعاع
ولم يستسلم الحاكم المعزول؛ فقد جهز قوة وهاجم أخاه علي بن خليفة آل خليفة، انتهى بمصرع الأخير واستيلاء محمد بن خليفة بن سلمان آل خليفة على السلطة في البحرين في 29 أغسطس 1869، إلا أن محمد بن عبد الله آل خليفة قبض على محمد بن خليفة بن سلمان آل خليفة وسجنه في قلعة أبي ماهر، بحجة أنه أحق منه بالسلطة، إلا أن المقيم البريطاني قبض عليهما ونفاهما إلى الهند، ونصب عيسى بن علي آل خليفة شيخا على البحرين في نوفمبر 1869.
ويتضح مما سبق أن بريطانيا كانت المستفيد الأول من هذه الحرب؛ إذ فرضت هيمنتها على البحرين مباشرة وفصلتها عن البر من خلال فصل قطر عنها، لتبقى قطر على نقيض مع حكام الرياض والمنامة، وتضيف عاملًا جديدًا من عوامل عدم الاستقرار في المنطقة، خاصة الدولة القاجارية والدولة العثمانية التي أقلقت البريطانيين على الدوام، وهددت سيطرتهم ونفوذهم في الخليج العربي، فضلا عن بروز سلطة آل ثاني في قطر، وخاصةً بعد غياب عيسى بن طريف زعيم قبيلة آل بن علي وشيخ الدوحة، التي تنتشر من حدود الكويت إلى رأس الحد في عُمان، نتيجة مقتله عام 1847، رغم أنهم فرع صغير من المعاضيد من آل بن علي.

### موقف الأطراف المحلية
نظرا لموقع البحرين الاستراتيجي في وسط الخليج العربي حاولت 3 قوى إقليمية الهيمنة عليها، منذ أن سيطر عليها آل خليفة عام 1873، وهي: مسقط والسعودية وفارس، إلا أن أيا منها لم ينجح في الهيمنة عليها، بسبب التنافس فيما بينها من جهة، ولتصدي بريطانيا لها من جهة أخرى، بحجة الحفاظ على استقلال البحرين وعدم تبعيتها لأية قوة إقليمية، بالاستناد إلى أن بريطانيا ترتبط معها باتفاقيات والتزامات؛ كاتفاقية مكافحة القرصنة عام 1820، واتفاقية مكافحة الرق عام 1847، واتفاقية الحماية عام 1861، لذلك تباينت مواقف هذه القوى من الحرب القطرية البحرينية والحملة البريطانية لوقفها.
- الموقف السعودي

خضعت البحرين للدولة السعودية الأولى عام 1800، ودفعت لها الزكاة، ومنذ ذلك التاريخ ظل خضوعها للسعودية متذبذبا، تبعا لقوتها أو ضعفها، ولكن عملية الدفع استقرت في عام 1850، بعد أن قام الإمام فيصل بن تركي بن عبد الله آل سعود بغزو البحرين لامتناعها عن دفع الزكاة، انتهت بقبولها إعادة دفع الزكاة بتشجيع بريطاني؛ لأن بريطانيا كانت ترى بالزكاة ضريبة دينية لا علاقة لها بالتبعية السياسية، واستمرار دفعها يصب في مصلحة سلامة سفنها وأسطولها التجاري إلى الهند، منذ بداية القرن 19.
اعتبرت بريطانيا امتداد السيطرة السعودية على البحرين بمثابة توسع للعثمانيين؛ لأن الإمام فيصل بن تركي بن عبد الله آل سعود أصبح يتبع الباب العالي، بسبب الضعف الذي أصاب آل سعود بعد الانسحاب المصري من شبه الجزيرة العربية في عام 1840، لذلك كانت سياستها تقوم على رفض احتلال البحرين من قبل الحكومة العثمانية، أو أي شخص يعمل بالنيابة عنها، ومن أجل تحقيق ذلك ربطت هذه الإمارات بمعاهدات مدعومة بأسطول قوي منذ 1820، تحقيقا لمصالحها في المنطقة.
وبالرغم من حالة الضعف والتفكك التي كانت تمر بها الدولة السعودية الثانية، نتيجة للحرب الأهلية التي استمرت خلال الفترة من 1865 إلى 1875، بسبب صراع الأخوين عبد الله وسعود على السلطة، ظل الإمام عبد الله يطالب بتبعية البحرين بما فيها قطر له، من خلال دفع الزكاة، لذلك فإن بعض القطريين الذين تعرضوا للنهب جراء هجوم البحرين وأبوظبي توجهوا إلى الإمام السعودي طالبين منه التدخل؛ حيث تعاطف معهم وتبنى قضيتهم.
تحدى شيخ البحرين محمد بن خليفة بن سلمان آل خليفة طلب الإمام السعودي، مستغلا حالة الضعف التي تمر بها الدولة السعودية الثانية بسبب الحرب الأهلية؛ فعمد إلى سجن جاسم بن محمد بن ثاني، ومصادرة الممتلكات التي لم يطلْها النهب حتى ذلك الوقت، وأبعد حوالي 40 عائلة من قبيلة السودان كان قد سمح لها بالعودة، ولذلك أعطى الإمام عبد الله تعليمات إلى ممثله في الإحساء للتحضير لهجوم على البحرين الذي أخذ يستعد لتنفيذ الأوامر بهذا الخصوص، إلا أن هذا الهجوم لم يتم تنفيذه بالرغم من أن قبيلة من ساحل الإحساء تدعى بني عازر دانت بالولاء لنجد قد هاجمت ونهبت عددا من الماشية وأشياء أخرى لبعض مواطني البحرين غرب قطر، في 23 أبريل 1868.
ولم يتعد الموقف السعودي هذه الإجراءات؛ حيث إن السعوديين تبنوا هذا الموقف غير المتحمس للتدخل في هذه الحرب بسبب الصراع على السلطة، ولخشيتهم من مطالبات بريطانية لهم بالتعويض عن عمليات عدائية لهم ضد البحرين، فضلا عن الخوف من ردة الفعل البريطاني التي جعلت من نفسها حامية لاستقلال البحرين منذ عام 1820، إضافة إلى انشغالهم بالحرب الأهلية التي نشأت بسبب الصراع بين الأخوين عبد الله وسعود على السلطة.
- موقف سلطنة مسقط

عملت بريطانيا في سبيل تحقيق مصالحها بعقد مجموعة من الاتفاقيات مع سلطنة مسقط، نظرا لموقعها على الخليج العربي، ودورها الملاحي والتجاري في تموين السفن البريطانية، ومن أجل ضرب القوى المنافسة لها في الخليج العربي، خلال الفترة من 1798 إلى 1867.
كانت سلطنة مسقط شأنها شأن باقي القوى الإقليمية تحاول السيطرة على البحرين، خلال فترة حكم سلطان بن أحمد بن سعيد (1794-1804)، وسعيد بن سلطان (1706-1856) ولكن دون جدوى، نتيجة للمعارضة البريطانية ومنافسة القوى الإقليمية لها، وهما القاجار والسعودية. وخلال هذه الفترة كان السلطان سالم بن ثويني بن سعيد في الحكم وعلى علاقة جيدة مع بريطانيا، لذلك دعا المقيم البريطاني في الخليج العربي وزير مسقط الحاج أحمد إليه، من أجل القيام بدور الوساطة، ومرافقة المقيم البريطاني أثناء حملته في سبتمبر 1868.
عبر وزير مسقط عن قناعته بأنه إذا لم تعاقب الحكومة البريطانية شيخ البحرين فمن المتوقع تصاعد التوتر وحدوث المزيد من الأمور الخطيرة، وقد أيد المقيم البريطاني وجهة نظر وزير مسقط تأييدا كاملا، ورأى وزير مسقط وجوب مراقبة إجراءات الحكام بشدة؛ لأنه إذا تم تمريرها بدون عقاب فإن آراء وموقف الحكومة البريطانية فيما يتعلق بالخليج العربي سوف يساء فهمها بشكل خطير من جانب مختلف الأطراف.
بدأت المفاوضات غير المباشرة عندما وصل الأسطول البريطاني في صباح 14 سبتمبر 1868 بدعوة شيخ أبوظبي للحضور لمقابلة المقيم السياسي البريطاني في الخليج العربي وقائد الأسطول البريطاني للاستجابة للمطالب البريطانية، إلا أن الشيخ لم يلبِّ الدعوة، وكانت إجاباته غامضة ومراوغة، لذلك طلب المقيم البريطاني في صباح 15 سبتمبر 1868 من الحاج أحمد أن يقوم بدور الوساطة بدعوة شيخ أبوظبي وإقناعه بأن الحكومة كانت جادة في تهديدها، وأنه إذا لم يحضر ويستجِبْ للمطالب الخطية البريطانية فإن السفن الحربية ستباشر في قصف حصنه.
قدر البريطانيون الجهود التي بذلها وزير مسقط الحاج أحمد؛ حيث شهد المقيم البريطاني في الخليج العربي بأن الحاج أحمد كان إلى جانبه خلال أشهر عديدة، سواء في شيراز أو على الساحل العربي، مسجلا له صفتي الاعتدال واللباقة اللتين أظهرهما، والاستعداد الكبير للمساعدة. وهكذا يتبين أن فشل سلطنة مسقط في تحقيق أهدافها في البحرين نتيجة منافسة بريطانيا والقوى الإقليمية دفعها إلى دعم بريطانيا، لتكسب ودها ودعمها في مواجهة القوى الإقليمية المنافسة لها على مد النفوذ في الخليج العربي.
- الموقف الفارسي

تمكن آل خليفة من العتوب من الهيمنة على البحرين وإخراج الفرس منها في عام 1783، لذلك ظلت الدولة الزندية الفارسية، ومن بعدها الدولة القاجارية الفارسية، تطالب بتبعية بلاد البحرين لها، بناء على احتلالها الجزيرة من 1602 إلى 1783، وعملت خلال الفترة من 1862 إلى 1869 على تجديد مطالبها بأحقيتها في البحرين، لذلك احتجت على عمل المقيم السياسي البريطاني في البحرين على خلع محمد بن خليفة بن سلمان آل خليفة، واستبداله بأخيه علي بن خليفة آل خليفة خلال سبتمبر 1868، وكان أولها احتجاجها الذي قدمته إلى السيد أليسون الوزير البريطاني في طهران في 19 نوفمبر 1868، وادعاءها أن البحرين ملك للدولة القاجارية، وشكوى أخرى حول الموضوع نفسه قدمها كارغوزار في شيراز إلى العقيد البريطاني لويس بيلي، والاحتجاج الثالث كان مرفقا برسالتين من شيخ البحرين المعزول محمد بن خليفة بن سلمان آل خليفة إلى وزير الخارجية البريطاني إيرل كلارندون في 13 أبريل 1869، من قبل الوزير الفارسي محسن ميرزا في لندن. وكان أحد الأسباب الرئيسية للشكوى هو أنه لم يتم تقديم إخطار سابق إلى الدولة القاجارية بشأن النية البريطانية لاتخاذ حزمة إجراءات ضد البحرين.
دفعت الاحتجاجات الفارسية السابقة الذكر كلارندون ودوق أرغيل إلى التشاور مع وزير الدولة لشؤون الهند في الادعاء القاجاري فجاء الرد البريطاني على هذه الاحتجاجات في أبريل 1869 بتذكير الوزير القاجاري بأن شيوخ البحرين كانوا في فترات مختلفة في الماضي مرتبطين بمعاهدات مباشرة مع بريطانيا، وأن أهداف الحكومة البريطانية من عقد المعاهدات مع الشيوخ هي منع القرصنة وتجارة الرقيق والحفاظ على أمن الخليج العربي، ووعدوا في حال اتخذوا تدابير عقابية ضد شيخ البحرين مرة أخرى فإن الحكومة البريطانية ستبلغ الحكومة القاجارية مسبقا، وإذا تعذر ذلك بسبب التأخير الناجم عن الإحالة إلى محكمة طهران فسيجري إبلاغ الحكومة القاجارية بشأن هذا الموضوع.
هدف البريطانيون من وراء ردهم الإيجابي الوارد أعلاه تجنب إثارة طهران خوفا من تدخل الدول الكبرى في المشكلة، وخاصة روسيا؛ فقد خشي البريطانيون خسارة الفرس لصالح منافسيهم الروس، خاصة أن إيران أحد الطرق المؤدية إلى الهند، ولم يكن هدفهم الاعتراف بحق فارس في السيطرة على البحرين. وبالرغم من أن الحكومة البريطانية لم تكن مخلصة في تعهداتها للدولة القاجارية، نجحت في إشعار طهران بالارتياح.
ويتضح مما سبق تدخل كافة القوى الإقليمية في هذه الحرب؛ فقد هدد السعوديون بالتدحل لصالح أهالي قطر في محاولة منهم لتأكيد نفوذهم داخل البحرين الذي امتد لأكثر من 70 سنة، واحتجت الدولة القاجارية على الإجراءات البريطانية في البحرين على اعتبار أنها ملكية فارسية قاجارية منذ عام 1300، فيما أيدت مسقط الإجراءات البريطانية.
- الموقف البريطاني

اتخذت بريطانيا منذ توقيع اتفاقيات مكافحة القرصنة عام 1820 مع إمارات الساحل المتصالح والبحرين سياسة تقوم على الحفاظ على استقلال البحرين عن جميع القوى الإقليمية والدولية من جهة، والحفاظ على الأمن والسلام في الخليج العربي من جهة أخرى، للحفاظ على سلامة ملاحتها وتجارتها في الخليج العربي، وإبعاد أية قوى دولية نظرا لأهمية هذه المنطقة في الربط بين بريطانيا وممتلكاتها في الهند، لذلك وقفت الحكومة البريطانية موقفا حازما من الهجوم على قطر وما نتج عنه من الإخلال بالأمن وسياسة الحفاظ على الوضع الراهن في الخليج العربي التي تطبقها، فاستغلت هذه الأحداث للتخلص من شيخ البحرين، وفرض الهيمنة على البحرين مباشرة، وإبعادها عن النفوذ السعودي والعثماني والقاجاري، وفصل قطر عن البحرين، وتجزئة المنطقة إلى كيانات صغيرة تسهيلا لإحكام السيطرة عليها.

#### بحث الدوائر البريطانية مسألة التدخل في الخليج العربي للحفاظ على السلام البحري
اعتبرت بريطانيا ما قام به محمد بن خليفة بن سلمان آل خليفة خرقا لاتفاقية الصداقة التي وقعتها معه عام 1861، وخشيت أن يصبح هذا الاعتداء أنموذجا يحتذى في الخليج العربي، الأمر الذي سيقود إلى فوضى هناك مما ينعكس سلبا على الملاحة البريطانية، لذلك انشغل البريطانيون خلال الفترة الواقعة ما بين نوفمبر 1867 وبداية سبتمبر 1868 ببحث الإجراءات الواجب اتخاذها تجاه الأحداث هناك.
حرمت سرية وسرعة ترتيب وتنفيذ حملتي شيخ أبو ظبي والبحرين على قطر الحكومة البريطانية من فرصة منعها، وسرعان ما أصبح ينظر إلى هذه المسألة في جميع أنحاء الخليج العربي كاختبار للاستعداد البريطاني للحفاظ على السلام في الخليج العربي، فعقدت الحكومة البريطانية العزم على معاقبة الشيوخ المخالفين وإعادة هيبتها في المنطقة.
علل البريطانيون التأخير الكبير لتدخلهم بسحب السفن الثقيلة للبحرية الهندية التي كانت تستخدم باستمرار لمراقبة انتهاكات السلام سوى الزورق هيوج روز الذي لا يستطيع الإبحار أكثر من 8 ساعات متتالية من جهة، ولطلب البريطانيين في شرق أفريقيا لكامل القطع البحرية من حكومة الهند بسبب الحملة البريطانية إلى الحبشة من جهة ثانية، فاضطر المعتمد البريطاني إلى أن يطلب قوة من حكومة الهند مع تفويض كامل بالإجراءات التي يتخذها لردع هذين الحاكمين.
وضعت الباخرة السند في مايو 1868 تحت تصرف لويس بيلي لتغطية النقص وفرض حصار على أبوظبي أولا، إلا أنها وصلت بدون ذخيرة بسبب سياسة الترشيد التي كانت تطبقها حكومة الهند، لذلك طالب بيلي حكومته بتفويضه بمخاطبة شيخ أبوظبي وإبلاغه بعلم الحكومة بانتهاكه الصارخ للهدنة البحرية على الساحل المتصالح، وأن سلوكه يعد انتهاكا خطيرا لشروط الهدنة البحرية، وعدم قبول تبريراته مهما كانت، وضرورة إبلاغه أنه في حالة عدم استعادته للمتلكات المنهوبة فسيحاصر، مما سيشعر رجال قبائله بالانزعاج لأنهم سيفقدون موسم صيد اللؤلؤ الذي سيبدأ في أبريل 1868.
وفوضت حكومة الهند بيلي في 21 يناير 1868 بمخاطبة شيخ أبوظبي باستعادة الممتلكات المنهوبة دون تأخير، وإرسال شخص معتمد من قبله إلى المقيم البريطاني، لكنها رفضت التهديد بالحصار في ذلك الوقت، لصعوبة تنفيذه نظرا لانشغال الأسطول البريطاني في حرب الحبشة مما تسبب في إحراج الموقف البريطاني؛ لأن الجميع ينتظر الإجراءات التي ستتخدها الحكومة البريطانية بشأن قضية قطر، خاصة أنه إذا أفلت شيخ أبوظبي من العقوبة فإن الحكام الآخرين سيطالبون بالتحرر من تعاقداتهم.
رغب بيلي في 9 مايو أن ترسل حكومة الهند رسالة مماثلة إلى شيخ البحرين، على غرار الرسالة التي سبق أن وجهتها إلى شيخ أبوظبي ففوضته في 6 يونيو 1868 بتوجيه مثل هذه الرسالة إليه، وبالرغم من وصول باخرة السند في 18 مايو 1868 لفرض حصار على أبوظبي قبل أن ينتهي موسم صيد اللؤلؤ؛ لأن الحصار لن تكون له أية أهمية تذكر بعد ذلك، أَرجَؤوا الحصار لأن السند لم تكن مزودة بالذخيرة، فضلا عن عدم وصول القوة الإضافية التي وعدت بها حكومة الهند.
شعر شيخ أبوظبي بالقلق لخرقه الهدنة البحرية وتأخير رده على رسالة المقيم البريطاني المؤرخة في 21 يناير 1868، لذلك سارع عندما اقترب الهجوم البريطاني بالرد على رسالة المقيم البريطاني في 23 مايو 1868، إلا أنه كان ردا مراوغا وغيرَ مرضٍ، في الوقت الذي علم فيه البريطانيون بالتفاهم السري بين شيخي البحرين وأبوظبي بأن يقوم الأول بتعويض الثاني عن المبلغ الذي قد تجبره الحكومة البريطانية على دفعه.
وجه بيلي إنذارًا شديد اللهجة في 8 يونيو إلى شيخ أبوظبي، مفاده أنه نظرا لعدم تقديم التعويض المطلوب عن خسائر قطر، فإنه سيتوجه قريبا إلى أبوظبي لإجباره على الوفاء بتعهداته ودفع 1.25 لك من القرانات، وإعادة الأشخاص والممتلكات التي نقلت من قطر، وتقديم اعتذار عن أحداث الماضي، والتعهد بسلوك أفضل في المستقبل، فضلا عن تفويض حكومته له بفرض حصار على أبوظبي.
قررت حكومة الهند الخروج عن سياستها القائمة على التريث فعجلت باتخاذ خطوات لحفظ السلام في الخليج العربي، بعد الهجوم الانتقامي الذي شنته قبائل قطر على البحرين في يونيو 1868، فطلب الحاكم العام للهند في 17 يوليو 1868 من حكومة الهند إرسال قوة بحرية مناسبة إلى الخليج العربي، وتزويد العقيد بيلي بالتعليمات من أجل تحذير البحرين وأبوظبي مرة أخرى بضرورة تقديم تعويضات فورية وإلا فإنهم سيواجهون العقاب.
وافقت حكومة الهند في 21 يوليو على إرسال السفن: أرغس والسند وفيجلانت إلى مياه الخليج العربي، وإعطاء النقيب براون تعليمات بالمطالبة بالتعويض عن المنهوبات، بالتشاور مع بيلي ومرافقته في جميع مراحل الحملة.
أعطت حكومة الهند في 23 يوليو 1868 براون قائد الأسطول البريطاني تعليمات بشأن التدابير التي يتعين اتخاذها ضد الأطراف المخالفة، بالتعاون الكامل مع العقيد بيلي، وذلك بتوجيه العمليات مباشرة لشيخي البحرين وأبوظبي، والطلب من هذا الشيخ دفع مبلغ 100 ألف دولار فورا، وتسليم البغلات المسلحة العاملة في الحملة الأخيرة، وضمان سلوكه في المستقبل، وفي حال رفض الشيخ الاستجابة فعليه استخدام كل الوسائل المتاحة، وأن يفرض على شيخ أبوظبي ما سيفرض على شيخ البحرين، والتشاور مع بيلي بشأن طبيعة هذه الغرامة ومقدارها.
أبحرت السفينة فيجيلانت في 28 يوليو إلى الخليج العربي، بقيادة النقيب براون، ووصلت في 1 سبتمبر 1868؛ حيث أخذ المقيم السياسي البريطاني بعد ذلك يعد العدة للحملة القادمة على إمارات الخليج العربي، فجمع الزورقين كلايد وهيوج روز إلى جانب السفينة السند في بوشهر، واتفق مع براون على السير إلى الوكرة المدينة الرئيسية على ساحل قطر، من أجل وضع حد للنزاع البحريني القطري، وفرض الهيمنة البريطانية المباشرة عليهما.
ويبدو أن هناك أهدافا عديدة للبريطانيين من وراء إعادة فرض السلام البحري بعد اندلاع الحرب القطرية البحرينية؛ من أهمها: أن الانسحاب البريطاني من السلام البحري سينشر الفوضى في المنطقة، فضلا عن رغبتهم في الحفاظ على أمن الطريق إلى الهند عبر نهر الفرات، وتشجيع التجارة في الخليج العربي؛ لأن انسحابهم من الحفاظ على الأمن هناك سيقود إلى تعرض الملاحة البحرية للنهب، وجعل التجارة مستحيلة في غضون 3 أشهر، مما يظهر أن هدف السياسة البريطانية هو الحفاظ على مصالحها السياسية للهيمنة على دول المنطقة، والحفاظ على سلامة طرقها التجارية.

#### الإجراءات البريطانية في الخليج العربي
- الإجراءات البريطانية في البحرين:

تحرك الأسطول البريطاني في 5 سبتمبر بقيادة النقيب براون يرافقه العقيد لويس بيلي وقرروا مغادرة ساحل قطر إلى البحرين، وعندما سمع محمد بن خليفة بن سلمان آل خليفة بهذه التحركات فر إلى قطر؛ حيث وصل الأسطول في 6 سبتمبر إلى ميناء المنامة، ومن هناك وجه المقيم البريطاني رسالة إلى محمد بن خليفة بن سلمان آل خليفة يخبره فيها عن وصوله ويطلب فيها القدوم فورا، فتسلم علي بن خليفة آل خليفة نيابة عن أخيه.
حملت حكومة الهند البريطانية شيخ البحرين جميع تبعات الهجوم على قطر وما تولد فيه من عنف، وخاصة عدم التزامه بمطالب الحكومة الهندية، لذلك اتخذت حكومة الهند قرارا بمعاقبته بفرض غرامة عالية عليه بقيمة 100 ألف دولار تدفع فورا، وتسليم بغلاته الحربية وأسلحته والقدوم الفوري لمقابلة المقيم السياسي وإلا فإن القوة ستستخدم ضده، وأن عليه الإعلان عن رغبته بالقدوم بنفسه أو من ينيب عنه لمقابلته على الشاطئ، مع تعليمات بتلبية مطالب الحكومة البريطانية؛ لأن الأعمال المرتكبة تعود بالكامل إلى أخيه، وعليه أن يعرف هو ورعاياه أنْ لا بديلَ آخرَ لخلع محمد بن خليفة بن سلمان آل خليفة من السلطة سوى خراب بلاده.
لبَّى علي بن خليفة آل خليفة الدعوة وأحضر معه 7 من وجهاء البحرين، ووافق جميعهم على إعلان ملزم على عزل محمد بن خليفة بن سلمان آل خليفة. وبعد مشاورات استمرت يومين عاد علي بن خليفة آل خليفة والوجهاء في 9 سبتمبر 1868، وسلموا بيلي بيانا رسميا ملزما نَصَّ على أن محمد بن خليفة بن سلمان آل خليفة ارتكب مرارا أعمال قرصنة وبذلك خسر منصبه، ويجب تسليم كل بغلات الحرب التي تعود إلى محمد بن خليفة بن سلمان آل خليفة إلى النقيب براون، وأن يدفع للمقيم 25000 دولار نقدا فورا في 7 سبتمبر 1868، وأن يدفع 75000 دولار على 3 أقساط سنوية؛ يتكون كل قسط منها من 25000 دولار في 7 سبتمبر من كل سنة متتالية حتى يتم دفع المبلغ الإجمالي، واستبعاد محمد بن خليفة بن سلمان آل خليفة من حكم البحرين، والوعد بالقبض عليه وتسليمه للمقيم السياسي البريطاني.
تسلم بيلي من علي بن خليفة آل خليفة مبلغ 100 ألف قران في 9 سبتمبر 1868 كجزء من الدفعة الأولى من 100 ألف دولار التي طالب بها من شيخ البحرين، وهي: 20870 قران فضة، و2029 تومان ذهب؛ أي ما يساوي 26130 قران و53000 قران بواسطة فواتير مستحقة الدفع آجلا في بوشهر. كما فرضت غرامة قدرها 18000 قران على رؤساء أحياء حي مكران للتعويض عن الخسائر التي لحقت بالرعايا البريطانيين المقيمين في الحي، وتم جمع 13699 قران من هؤلاء الرؤساء؛ حيث كان منها 16200 قران لمشتكين اثنين.
برر البريطانيون تقسيط الغرامة بأن الدفع الفوري والكامل للغرامة ينطوي عليه زيادة ضغط مالي على السكان، وأن الضرائب الإضافية من جانب حاكمٍ تم اختياره حديثا سيثير السخط؛ حيث كان هدف السياسة البريطانية الوفاء بالمطالب دون إضعاف علي بن خليفة آل خليفة، مع إتاحة فرصة السيطرة المالية لهم عليه.
أما عن السياسة التي اتبعها البريطانيون فيما يتعلق بمراكب الحرب لمحمد بن خليفة بن سلمان آل خليفة فقد كانت استئصالية؛ فقد دمرت السفن البريطانية قلعته في أبي ماهر في المحرق، ومدفعًا، وأحرقت 3 سفن حربية له، وفرضوا عليه غرامة قدرها 1 لك دولار، بينما أعادوا بنفس الوقت المراكب التي يملكها علي بن خليفة آل خليفة حفاظا على هيبته أمام شعبه، ثم أعادوا بعد ذلك تسليح الزورق كلايد في صباح يوم 10 سبتمبر، ووضعوه قرب حصن علي بن خليفة آل خليفة، ليستفيد من الدعم المعنوي البريطاني والاعتراف الرسمي به حاكما للبحرين.
وهكذا تمكنت بريطانيا من تحقيق أهدافها في البحرين، وتطبيق سلسلة من الإجراءات القاسية بحقها دون حرب، نتيجة فرار شيخ البحرين محمد بن خليفة بن سلمان آل خليفة وتسلم أخيه مكانه، فضلا عن فرض غرامة حربية مؤلمة على البحرين تقدر ب100 ألف دولار، كما اتخذ البريطانيون من هذه الإجراءات منهجا طبقوه في باقي المناطق التي استهدفت حملتهم العسكرية.
- الإجراءات البريطانية في قطر:

استكمل بيلي وبراون إجرائاتهما في البحرين ثم أبحروا إلى الوكرة وطلبوا من محمد بن ثاني أن يأتي على متن قارب مع الشيوخ الذين يرغبون بالقدوم معه، مع منحه حق المرور الآمن حتى يعود إلى بيته لمناقشة مختلف القضايا، وعلى رأسها الالتزامات المالية للبحرين على قطر.
استجاب الشيوخ للطلب وذهبوا على متن قارب وبرروا هجومهم على البحرين لغضبهم من عمليات النهب والتدمير لممتلكاتهم وبلداتهم من جانب البحرين، وأعلنوا في الوقت نفسه عن استعدادهم لتوقيع أي وثائق تضمن السلام العام، وتسليم محمد بن خليفة بن سلمان آل خليفة.
أوضح البريطانيون لشيوخ قطر أن حكومتهم تهدف من هذه الإجراءات إلى إعادة إحلال السلم، ويجب مساعدتهم بالقبض على محمد بن خليفة بن سلمان آل خليفة. كما وجهوا الاتهام إلى شيوخ آخرين من قطر بارتكاب انتهاكات قرصنة خطيرة للهدنة البحرية، وطلبوا من محمد بن ثاني الاستمرار بالعلاقات السلمية التي كانت قائمة بين البحرين وقطر.
وحذر العقيد بيلي محمد بن ثاني أنه في حال التآمر مرة أخرى مع محمد بن خليفة بن سلمان آل خليفة فسيتخذ بحقه تدابير قاسية؛ منها نزع السلطة منه. وفي المقابل تعهد محمد بن ثاني رسميا في 12 سبتمبر 1868 بموجب وثيقة بتنفيذ عدة شروط؛ من أهمها: أن يعود إلى الدوحة وأن يقيم بسلام في هذا الميناء وعدم الدخول في أي وقت إلى البحر بأية نية عدائية، والرجوع إلى المقيم السياسي البريطاني في حال نشوء نزاعات أو سوء تفاهم، وعدم مد يد المساعدة لمحمد بن خليفة بن سلمان آل خليفة، أو ربط نفسه بأية حال من الأحوال، وتسليمه إذا ما قبض عليه، والحفاظ على العلاقات الجيدة مع علي بن خليفة آل خليفة، والرجوع إلى المقيم السياسي البريطاني في حال وجود أي خلاف بينهما.
وهكذا أدخلت الاتفاقية قطر أسوة بباقي إمارات الخليج العربي باتفاقيات الهدنة البحرية، لذلك حذر بيلي شيوخ قطر من عواقب أي خرق مستقبلي للهدنة البحرية، وطالبهم بإعادة مبلغ 18000 قران التي نهبت من بعض المواطنين الهنود البريطانيين المقيمين في الوكرة؛ حيث دفعت 6 آلاف قران نقدا، و12 ألف قران من فاتورة على تاجر اللؤلؤ الثري في لنجة؛ حيث يتم تأمين قيمة الفاتورة بحقيبة من اللؤلؤ تسلم لبيلي ليسلمها لتاجر اللؤلؤ لدفع قيمة الفاتورة.
كما تعهد شيوخ قطر رسميا في 15 سبتمبر 1868 بدفع مبالغ مالية لعلي بن خليفة آل خليفة على أن يسلمها للمقيم السياسي البريطاني في بوشهر؛ حيث ترتب على القبائل 9000 قران، وزعت على النحو التالي: المهاندة 1700، والبوعينين والنعيم 1500، والسماسمة 500، وشليب 500، والسودان 1500، ومحمد بن ثاني وآل مسلم 2500، والعمامرة 800؛ كضريبة تدفع للدولة السعودية لقاء ضمان عدم اعتداء القبائل التابعة لها على قطر.
وبالرغم من فهم البريطانيين أن رؤساء البحرين يطلبون منهم ما مجموعه 15 ألف قران في السنة بدلا من 9000، كما هو مبين أعلاه، فإن شيوخ قطر وافقوا على دفع أي مبالغ إضافية لا يزيد مجموعها عن 15000 قران.
عاد محمد بن ثاني ليقيم بمدينته الدوحة، متعهدا أن يعيش بسلام ولا يعتدي على أي أحد من جيرانه، والمحافظة على السلام البحري. وهكذا جاء ظهور قطر كوحدة سياسية متأخرة في الخليج العربي، بعد أن كانت متذبذبة في ولائها ما بين الدولة السعودية والبحرين. كما يتضح أن بريطانيا استغلت الأحداث لفصل قطر عن البحرين لتربطها بها من خلال هذه الاتفاقية، لتكون كيانًا سياسيًّا منفصلًا. وبمقارنة الإجراءات البريطانية في قطر عما كانت عليه فإن الإجراءات في قطر كانت أقل حدية؛ إذ لم تفرض على قطر أية غرامة حربية، كما لم تنزع منها الأسلحة كما فعلت في البحرين، لقناعتها بأن سبب الحرب هو البحرين وليس قطر.
- الإجراءات البريطانية في أبوظبي:

بعد أن استكمل البريطانيون إجراءاتهم في قطر أبحر أسطولهم مساء 12 سبتمبر 1868 إلى أبوظبي، ووصلوها في 14 سبتمبر؛ حيث سلم بيلي وبراون رسالة إلى زايد بن خليفة آل نهيان، وضعت وفقا لتعليمات الحكومة البريطانية. بيد أن زايد بن خليفة آل نهيان كان غير قادر على إدراك جدية الجانب البريطاني في التعامل مع انتهاكاته، بدليل أنه بعث برسالة مراوغة مع وكيله ردا على الرسالة التي تسلمها ابنه، مما حدا بالبريطانيين إلى تصعيد الموقف بتحريك أسطولهم قريبا من الشاطئ، مؤكدين له أنه في حال حدوث مزيد من التأخير فإنه سيطبق بالقوة امتثالا لمطالب الحكومة البريطانية.
تضمنت المطالب البريطانية دعوة زايد بن خليفة آل نهيان القدوم على متن السفينة في إطار المرور الآمن الذي منحه له المقيم السياسي البريطاني ومعه 25000 دولار غرامة، وتسليم أي مركب حربي تورط في الهجوم على قطر، وترتيب ضمانات للمستقبل صيانة للسلم في البحر، وفي حال امتنع أو تردد في الوفاء بالمطالب المذكورة أعلاه فإنها ستنفذ فورا بالقوة.
حبذ المقيم السياسي البريطاني في الوقت نفسه عدم اللجوء إلى القوة، خاصة أن هناك إمكانية لتحقيق هدف حكومته بطريقة أخرى، خشية أن تضيع على التجار البريطانيين في أبوظبي العديد من اللكات من الروبيات المستثمرة في موسم صيد اللؤلؤ، وانتقال غواصي اللؤلؤ إلى ميناء آخر مهم، لذلك لجأ بيلي إلى توسيط الحاج أحمد وزير سلطنة مسقط ليدعو شيخ أبوظبي وإقناعه بأن الحكومة جادة، ولتحذيره بأنه في حال عدم استجابته للمطالب البريطانية فإن حصنه سيتعرض للقصف.
تجاوب شيخ أبوظبي زايد بن خليفة آل نهيان مع وساطة وزير مسقط؛ فجاء على متن القارب في صباح 16 سبتمبر 1868، وتعهد بحضور بيلي والنقيب براون بتنفيذ عدة بنود؛ تمثلت بعدم ارتكاب أي اضطرابات، أيًّا كان نوعها، تنتهك السلام في البحر، وتحمل مسؤولية عواقب أي عمل يقوم به، ودفع مبلغ 25000 دولار؛ منها 9000 تدفع نقدا وفورا، و8000 في شهر محرم 1285 للهجرة الموافق 1868، و8000 تدفع في شهر رجب، وعدم منع الأشخاص الذين أخرجوا من قطر من العودة إلى ديارهم، إذا رغبوا في ذلك، وإعادة الأحصنة التي نهبها وباعها ومهرتين عربيتين؛ كان قد تلقاهما من شيخ البحرين نهبتا من قطر.
أبحرت السفن البريطانية في طريق عودتها من أبوظبي على طول الساحل، وجاء شيوخ الشارقة ودبي الذين قاموا بانتهاكات طفيفة للسلام بصورة متكررة على متن السفينة، فوجه بيلي لشيخ الشارقة تحذيرا رسميا ومهذبا، وأن يعيد فرسا لصاحبها نهبت من قطر وأعطاها له شيخ البحرين، فوعد الشيخ أن يقوم بذلك فورا.
أدركت بريطانيا استحالة حفظ الأمن في الخليج العربي دون تواجد قوات دائمة هناك، فاقترح نائب الملك في الهند على وزير الخارجية البريطاني في 13 سبتمبر 1868 أن ترسل السلطات البحرية ثلاث أو أربع سفن صغيرة إلى البحرين، تعمل تحت إشراف العقيد بيلي، بغرض قمع القرصنة، وأيد وزير الخارجية هذا الاقتراح معتقدا أن الإجراءات البريطانية في الخليج العربي أعطت درسا مناسبا للحكام العرب بعدم زعزعة السلام في الخليج العربي، وأصبحت بريطانيا أكثر حذرا ودقة في مراقبة القبائل على الساحل العربي. يتضح مما سبق نجاح السياسة البريطانية التي تمثلت بوضع حد للحرب بطرق سلمية، ودون أن يتكبدوا أية خسائر بشرية أو مادية، فضلا عن اغتنام البريطانيين هذه الحرب لتطبيق سياستهم التقليدية بالحفاظ على الأمن، باعتبار ما حصل قرصنة يخالف بنود الاتفاقيات، ويهدد أمن وسلامة الملاحة والتجارة البحرية، وتقسيم المنطقة بغية إضعافها وتسهيل السيطرة عليها والتحكم بها.